# Musée des automates (Neuilly-sur-Seine)
Pour les articles homonymes, voir Musée des automates (homonymie).
Le musée des automates est un ancien musée, ouvert en 1978, situé à Neuilly-sur-Seine, dans le département des Hauts-de-Seine près de Paris.

## Situation
Le musée est installé dans l'hôtel Arturo Lopez, appelé aussi hôtel Rodocanachi. Cet hôtel a été construit en 1903 à l'initiative de Paul Rodocanachi, un passionné d'architecture, sous la maîtrise d'œuvre de l'architecte Émile Danneron, sur le plan d'un hôtel du XVIIIe siècle. Il y reçoit des artistes, à l'instar d'Auguste Rodin, Henri Matisse et Ossip Zadkine. Durant la Première Guerre mondiale, les communs accueillent des soldats convalescents. 
Un riche mécène, Arturo Lopez, l'achète en 1928 pour y collectionner du mobilier provenant de demeures royales. Il fait effectuer des transformations et des agrandissements de l'hôtel en 1950-1958. Le bâtiment présente un intérêt du point de vue de ses décors (boiseries, faux-marbres, miroirs, etc.) et de la salle de bal entièrement recouverte de coquillages (Serge Royaux, décorateur, en 1956), à l'image de la chaumière des coquillages du château de Rambouillet. Salvador Dalí y a séjourné.
Arturo Lopez meurt en 1962. Le bâtiment est acquis en 1971 par la municipalité, pour le transformer en musée et centre culturel ; le parc, vendu à part, est loti. En 1978, la ville acquiert une collection de 63 automates mécaniques qui constituent le fonds du musée, qui ouvre ses portes à cette date. La collection a été complétée depuis par 6 automates achetés en vente publique entre 1993 et 1996. Le musée est actuellement fermé ; la collection est visible lors d'expositions temporaires ponctuelles.
L'hôtel particulier est en travaux à partir de 2024, réhabilité afin d'accueillir un nouveau centre culturel (médiathèque, studios de musique, lieu d'exposition, etc.).

## Collections
Des automates exposés dans le musée donnent un aperçu des fabrications françaises d'automates mécaniques à partir de 1850 jusqu'en 1930.
Le musée des automates était « Musée de France », appellation retirée le 18 janvier 2025.